# Aguilella
Aguilella és un veïnat del municipi de Barbens a la comarca del Pla d'Urgell. Alhora forma un enclavament envoltat pels termes municipals d'Anglesola, Tornabous i Tàrrega, tots pertanyents a la comarca de l'Urgell. Al 2018 hi vivien 10 persones.
Gran part del terme és regat pel canal d'Urgell. L'església de Santa Maria és esmentada el 1099, a l'acta de consagració de l'església de Guissona.